# Arian Salimi
Arian Salimi (persisch آرین سلیمی; * 16. Dezember 2003 in Kermanschah) ist ein iranischer Taekwondoin. Er startet in der Gewichtsklasse über 87 Kilogramm.

## Erfolge
Arian Salimi sicherte sich international seine erste Medaille bei den World University Games 2021 in Chengdu, als er die Silbermedaille in der Gewichtsklasse bis 87 Kilogramm gewann. Zwei Jahre darauf belegte er bei den Weltmeisterschaften in Baku in derselben Gewichtsklasse den dritten Platz, nachdem er im Halbfinale das Nachsehen gegen den späteren Weltmeister Kang Sang-hyun aus Südkorea hatte. Die ebenfalls 2023 ausgetragenen Asienspiele in Hangzhou schloss er in der Klasse über 80 Kilogramm auf dem zweiten Platz ab. 2024 wurde Salimi in Đà Nẵng in der Gewichtsklasse über 87 Kilogramm Asienmeister.
Bei den Olympischen Spielen 2024 in Paris erreichte Salimi in seiner Konkurrenz über 80 Kilogramm nach einem 2:0-Auftakterfolg gegen Nikita Rafalovich aus Usbekistan das Viertelfinale, in dem er den Mexikaner Carlos Sansores mit 2:1 besiegte. Auch das anschließende Halbfinale gegen den Kroaten Ivan Šapina gewann Salimi mit 2:1. Dasselbe Ergebnis folgte im Finale gegen Caden Cunningham aus Großbritannien, sodass er als Olympiasieger die Goldmedaille erhielt.